# Kelcie Banks
Kelcie Herron Banks (Chicago, 1965. május 8. –) amatőr világbajnok amerikai ökölvívó.

## Amatőr eredményei
- 1986-ban világbajnok pehelysúlyban.
- 1987-ben aranyérmes a pánamerikai játékokon pehelysúlyban.

## Profi pályafutása
1989 és 1997 között 30 mérkőzést vívott, amelyekből 22-at nyert meg, 6-ot vesztett el és kettő végződött döntetlennel.